# Гуанахуато (місто)
Ґуанахуато (ісп. Guanajuato) — місто в Мексиці, столиця штату Ґуанахуато та однойменного муніципалітету. Місто відоме своїм історичним центром, що входить до списку Світової спадщини.

## Населення
Ґуанахуато є п'ятим за населенням містом штату, після міст Леон, Ірапуато, Селая і Саламанка. За переписом 2005 року населення міста становило 70 798 мешканців, населення муніципалітету Ґуанахуато становило 153 364 мешканці

## Географія
Місто розташоване за 320 км від Мехіко на висоті 1996 м над рівнем моря. Площа Ґуанахуато — 996,7 км². Місто лежить на заході муніципалітету, який містить також міста Марфіл, Ербабуена і Санта-Тереса.

## Клімат
| Клімат Ґуанахуато (1951–2010)              | Клімат Ґуанахуато (1951–2010) | Клімат Ґуанахуато (1951–2010) | Клімат Ґуанахуато (1951–2010) | Клімат Ґуанахуато (1951–2010) | Клімат Ґуанахуато (1951–2010) | Клімат Ґуанахуато (1951–2010) | Клімат Ґуанахуато (1951–2010) | Клімат Ґуанахуато (1951–2010) | Клімат Ґуанахуато (1951–2010) | Клімат Ґуанахуато (1951–2010) | Клімат Ґуанахуато (1951–2010) | Клімат Ґуанахуато (1951–2010) | Клімат Ґуанахуато (1951–2010) |
| Показник                                   | Січ.                          | Лют.                          | Бер.                          | Квіт.                         | Трав.                         | Черв.                         | Лип.                          | Серп.                         | Вер.                          | Жовт.                         | Лист.                         | Груд.                         | Рік                           |
| Абсолютний максимум, °C                    | 28,9                          | 33,6                          | 34,7                          | 37,0                          | 38,9                          | 37,2                          | 34,1                          | 34,5                          | 33,5                          | 34,0                          | 29,8                          | 29,7                          | 38,9                          |
| Середній максимум, °C                      | 22,3                          | 24,1                          | 27,1                          | 29,4                          | 30,6                          | 28,7                          | 26,9                          | 26,8                          | 26,1                          | 25,5                          | 24,2                          | 22,6                          | 26,2                          |
| Середня температура, °C                    | 14,6                          | 16,0                          | 18,4                          | 20,8                          | 22,3                          | 21,7                          | 20,5                          | 20,4                          | 19,9                          | 18,6                          | 16,6                          | 15,0                          | 18,7                          |
| Середній мінімум, °C                       | 6,9                           | 7,9                           | 9,7                           | 12,2                          | 14,0                          | 14,7                          | 14,1                          | 14,1                          | 13,8                          | 11,7                          | 9,0                           | 7,5                           | 11,3                          |
| Абсолютний мінімум, °C                     | −1,5                          | −2                            | 0,3                           | 5,5                           | 8,0                           | 9,0                           | 10,4                          | 9,0                           | 4,8                           | 2,2                           | −4                            | −4                            | −4                            |
| Середня кількість сонячних годин на місяць | 234,6                         | 224,6                         | 265,6                         | 261,1                         | 259,9                         | 210,4                         | 202,0                         | 220,5                         | 198,5                         | 244,2                         | 252,7                         | 218,1                         | 2792,2                        |
| Днів з дощем                               | 2,8                           | 2,1                           | 1,8                           | 2,7                           | 7,1                           | 12,3                          | 15,7                          | 13,7                          | 10,6                          | 5,0                           | 2,2                           | 2,1                           | 78,1                          |
| Вологість повітря, %                       | 61                            | 59                            | 54                            | 51                            | 57                            | 65                            | 70                            | 71                            | 70                            | 68                            | 65                            | 65                            | 63                            |
| ------------------------------------------ | ----------------------------- | ----------------------------- | ----------------------------- | ----------------------------- | ----------------------------- | ----------------------------- | ----------------------------- | ----------------------------- | ----------------------------- | ----------------------------- | ----------------------------- | ----------------------------- | ----------------------------- |